# Cserkesz nyelv
A cserkesz, adige nyelv vagy kabard nyelv az Északkelet-Kaukázusban, Oroszország három autonóm köztársaságában Kabard- és Balkárföldön, Karacsáj- és Cserkeszföldön, valamint Adigeföldön élő cserkesz népek nyelve. A három köztársaságon kívül a nyelvnek Oroszország más részein, Törökországban, valamint a Közel-Keleten is több százezer beszélője él.
A nyelvet kb. 570 000-en beszélik Oroszországban, ahol írására egy módosított cirill írást használnak. Legközelebbi rokonai az egyéb északnyugat-kaukázusi nyelvek (abház, abaza, ubih).
A cserkesz nyelv jellemzője, hogy rendkívül sok mássalhangzó-fonémát (47) használ. Ragozó nyelv.

## Nyelvjárások
A cserkesz nyelv két fő nyelvjárásra és több alnyelvjárásra osztható, melyeket egymástól kisebb távolságokra található területeken beszélnek:
- Keleti-cserkesz
  - kabard - къэбэрдеибзэ/qabardjajəbza (Kabard- és Balkárföld, 391 ezer fő; Karacsáj- és Cserkeszföld, 52 ezer fő)
    - nyelvváltozatai: bakszáni, kubáni cserkesz, málkai, tereki, besznej

  - beszlenej (Karacsáj- és Cserkeszföld és Oroszország két-két településén néhány száz fő)
- Nyugati-cserkesz
  - adige - адыгэбзэ/adəgăbză (Adigeföld, 125 ezer fő; Oroszország fekete-tengeri partvidékén néhány száz fő)
    - nyelvváltozatai: kemirgoj/csemguj, bzsedug, abadzeh/abzáh, sapszug, hakucs